# Plagiomerus peruviensis
Plagiomerus peruviensis är en stekelart som först beskrevs av Girault 1915.  Plagiomerus peruviensis ingår i släktet Plagiomerus och familjen sköldlussteklar. Inga underarter finns listade i Catalogue of Life.